# Политехник (футбольный клуб, Ленинград)
«Политехник» — советский футбольный клуб из Ленинграда. Основан не позднее 1968 года.
В 1968 и 1969 годах команда играла в классе «Б» первенства СССР, являвшемся третьим по уровню в системе лиг после первой и второй групп класса «А». В 1968 году заняла 9-е место среди 14 команд 8-й зоны РСФСР, в 1969 году — 10-е место из 14 в той же зоне. В 1970-х годах команда играла во второй группе чемпионата Ленинграда.